# Campeonato Paulista de Futebol de 1938 (edição extra)
A edição extra do Campeonato Paulista de Futebol de 1938 foi um certame organizado pela Liga de Futebol do Estado de São Paulo (LFESP), entidade máxima do futebol paulista, a qual precedeu a atual Federação Paulista de Futebol. Devido à realização da Copa do Mundo, a edição normal do Campeonato Paulista daquele ano ficou quase seis meses paralisada e, para evitar que seus clubes filiados ficassem inativos por um longo período, a LFESP resolveu então organizar um campeonato extra.
O Palestra Italia (atual Palmeiras) sagrou-se campeão após vencer o Corinthians, que ficou com o vice-campeonato.

## Participantes
- Corinthians
- Hespanha
- Estudantes Paulista
- Juventus
- Luzitano
- Palestra Italia
- Portuguesa
- Portuguesa Santista
- Santos
- São Paulo
- São Paulo Railway
- Ypiranga

## Regulamento
O regulamento da competição previa que as doze equipes participantes se enfrentariam em turno e returno, dentro de três grupos (A, B, C) com quatro agremiações cada, classificando-se para a fase final o primeiro colocado de cada grupo.

## Histórico
A edição de 1938 do Campeonato Paulista de Futebol permaneceu quase seis meses paralisada, em virtude da realização da Copa do Mundo. Com isso, a LFESP — entidade associada à CBD e organizadora da edição normal do estadual daquele ano — decidiu, assim como a APEA em 1926, realizar um segundo Campeonato Paulista no mesmo ano. O torneio foi realizado com o intuito de manter suas equipes filiadas em atividade e foi vencido pelo Palestra Italia, ao bater o Corinthians na final.
Na primeira fase, diante de Hespanha (atual Jabaquara), São Paulo e Ypiranga, o Palestra acumulou cinco vitórias e uma derrota, ficando com o primeiro lugar e classificando-se para a fase seguinte. Na semifinal, o adversário foi o São Paulo Railway (atual Nacional), e, após um empate (1 a 1) e uma vitória (3 a 0), o Palestra Italia chegou à final, diante do maior rival. Em um duelo muito nervoso, nenhuma das equipes conseguiu transpassar as defesas adversárias, deixando a definição do título para o segundo jogo. Na tarde do dia 18 de setembro de 1938, a história foi diferente: logo aos dezesseis minutos, o avante Barrilote abriu o placar para os palestrinos. No início da segunda etapa, Rolando ampliou a vantagem, levando ao delírio o público que compareceu em peso ao Estádio Palestra Itália. Teleco ainda descontou, mas a equipe palestrina conseguiu manter a vitória e ficou com o título paulista extra de 1938.
Foram mais de trinta partidas envolvendo todas os doze clubes filiados na primeira divisão do Campeonato Paulista. A imprensa especializada da época tratou a competição com toda a pompa e prestígio. A final entre Palestra Italia e Corinthians foi disputada em duas empolgantes partidas. A cidade parou, mesmo com a Seleção em plena disputa na Copa do Mundo. Os jornais, como a Folha da Manhã (atual Folha de S.Paulo), por exemplo, deram destaque de capa à competição. Frise-se que o outro Campeonato Paulista, também iniciado em 1938, teve o seu desfecho no ano seguinte, sem que o segundo turno, previsto no regulamento, fosse concluído.
O historiador e jornalista Rubens Ribeiro, em seu livro Caminho da Bola (volume I), deu um amplo espaço a respeito da competição, relacionando todos os jogos. Thomaz Mazzoni, historiador e um dos maiores jornalistas esportivos, na página 277 de sua obra História do Futebol no Brasil 1894 a 1951, dá o mesmo destaque, sem distinção em termos de importância, à edição extra do Campeonato Paulista e ao campeonato vigente, quando relaciona os campeões das competições estaduais de todo o país lado a lado. Portanto, para alguns autores, Palestra Italia e Corinthians são os campeões paulistas de 1938, cada qual vencendo um dos dois Campeonatos Paulista promovidos naquele ano.
Assim como ocorria nas edições normais do Campeonato Paulista daquela época, o campeonato extra de 1938 também contou com a realização do Torneio Início e do Campeonato Paulista de Segundos Quadros, que foi realizado concomitantemente ao campeonato principal e também foi vencido pelo Palestra Italia, ao vencer o Corinthians na final por 1 a 0, no dia 21 de agosto de 1938. Para os parâmetros da época, estas duas competições eram o que diferenciava um campeonato oficial de torneios amistosos, que existiam aos montes. O tradicional torneio de segundos quadros (aspirantes) tinha muita importância na época, era bastante apreciado pela imprensa e pelo público, e os torcedores o acompanhavam com o mesmo interesse dos jogos dos times principais.

## Primeira fase

### Grupo A
|  |                                |
|  | Classificado para a semifinal. |

### Grupo B
|  |                                        |
|  | Classificado diretamente para a final. |

### Grupo C
|  |                                |
|  | Classificado para a semifinal. |

## Semifinal
| Primeira partida  | Primeira partida | Primeira partida | Primeira partida        | Primeira partida    | Primeira partida |
| Equipe 1          | Resultado        | Equipe 2         | Estádio                 | Data                |                  |
| ----------------- | ---------------- | ---------------- | ----------------------- | ------------------- | ---------------- |
| São Paulo Railway | 1 - 1            | Palestra Italia  | Estádio Palestra Itália | 31 de julho de 1938 |                  |

| Segunda partida | Segunda partida | Segunda partida   | Segunda partida         | Segunda partida     | Segunda partida |
| Equipe 1        | Resultado       | Equipe 2          | Estádio                 | Data                |                 |
| --------------- | --------------- | ----------------- | ----------------------- | ------------------- | --------------- |
| Palestra Italia | 3 - 0           | São Paulo Railway | Estádio Palestra Itália | 7 de agosto de 1938 |                 |

|  |                            |
|  | Classificado para a final. |

## Final
| 21 de agosto de 1938 | Palestra Italia | 0 – 0 | Corinthians | Estádio Palestra Itália, São Paulo |
|                      |                 |       |             | Árbitro: SP Arthur Cidrim          |

Palestra Italia: Jurandyr; Carnera e Junqueira; Ruiz, Gogliardo e Del Nero;
Filó, Luizinho Mesquita, Barrilotti, Rolando (Canhoto) e Mathias.
Corinthians: José I; Miro e Carlos; Jango, Brandão e Tião; Servílio, Teleco, Carlinhos e Wilson.
| 18 de setembro de 1938 | Corinthians | 1 – 2 | Palestra Italia             | Estádio Palestra Itália, São Paulo |
|                        | Teleco 70'  |       | Barrilote 16' · Rolando 54' | Árbitro: SP José Alexandrino       |

Corinthians: José I (Faustino); Miro e Carlos; Jango (Munhoz), Brandão e Tião; Lopes, Servílio (Carlito), Teleco, Carlinhos e Wilson. Técnico: Del Debbio.
Palestra Italia: Jurandyr; Carnera e Junqueira (Begliomini); Ruiz, Goliardo e Del Nero; Filó, Luizinho Mesquita, Barrilote, Rolando e Mathias. Técnico: Ramón Platero.

## Premiação
| Campeão Paulista de 1938 (edição extra) |
| --------------------------------------- |
| PALESTRA ITÁLIA                         |

## Classificação final
| Classificação - Final | Classificação - Final | Classificação - Final | Classificação - Final | Classificação - Final | Classificação - Final | Classificação - Final | Classificação - Final | Classificação - Final | Classificação - Final |
| Time | Time                  | PG                    | J                     | V                     | E                     | D                     | GP                    | GC                    | SG                    |
| --- | --------------------- | --------------------- | --------------------- | --------------------- | --------------------- | --------------------- | --------------------- | --------------------- | --------------------- |
| 1 | Palestra Italia       | 16                    | 10                    | 7                     | 2                     | 1                     | 21                    | 7                     | 14                    |
| 2 | Corinthians           | 11                    | 8                     | 4                     | 3                     | 1                     | 30                    | 13                    | 17                    |
| 3 | São Paulo Railway     | 10                    | 8                     | 3                     | 4                     | 1                     | 11                    | 6                     | 5                     |
| 4 | Santos                | 7                     | 6                     | 3                     | 1                     | 2                     | 12                    | 6                     | 6                     |
| 5 | Hespanha              | 12                    | 10                    | 5                     | 2                     | 3                     | 9                     | 6                     | 3                     |
| 6 | Estudantes            | 5                     | 4                     | 2                     | 1                     | 1                     | 8                     | 5                     | 3                     |
| 7 | Portuguesa            | 5                     | 6                     | 1                     | 2                     | 3                     | 8                     | 13                    | -5                    |
| 7 | São Paulo             | 4                     | 6                     | 2                     | 0                     | 4                     | 8                     | 10                    | -2                    |
| 7 | Lusitano              | 4                     | 6                     | 1                     | 2                     | 4                     | 5                     | 11                    | -6                    |
| 10 | Juventus              | 3                     | 6                     | 1                     | 1                     | 4                     | 7                     | 3                     | 6                     |
| 11 | Ypiranga              | 3                     | 6                     | 1                     | 1                     | 4                     | 6                     | 13                    | -7                    |
| 12 | Portuguesa Santista   | 2                     | 4                     | 0                     | 2                     | 2                     | 7                     | 10                    | -3                    |
| PG - pontos ganhos; J - jogos; V - vitórias; E - empates; D - derrotas; GP - gols pró; GC - gols contra; SG - saldo de gols |                       |                       |                       |                       |                       |                       |                       |                       |                       |